# LUMA Energy
LUMA Energy es una empresa privada de energía responsable de la distribución y transmisión de electricidad en el Estado Libre Asociado de Puerto Rico. También está a cargo del mantenimiento y la modernización de la infraestructura eléctrica.Anteriormente, estas funciones eran exclusivas (según la ley) de la Autoridad de Energía Eléctrica de Puerto Rico (AEE, en inglés Puerto Rico Electric Power Authority, PREPA), pero a partir del 20 de julio de 2018, se permitió la venta de los activos y servicios de la AEE a empresas privadas. El 22 de junio de 2020, se firmó un contrato de 15 añoscon LUMA, convirtiéndola en la nueva operadora del sistema eléctrico.La transición de operaciones se llevó a cabo el 1 de junio de 2021.

## Historia

### 2020-2021
Registrada el 17 de enero de 2020 como LUMA Energy ManageCo, LLC, la empresa fue renombrada como LUMA Energy, LLC el 12 de junio de 2020. LUMA es una empresa conjunta entre Quanta Services (EE.UU.) y ATCO (Canadá), creada para administrar la red eléctrica de Puerto Rico.
El contrato bajo el cual LUMA Energy opera la red eléctrica en Puerto Rico fue firmado tras un proceso de licitación en 2020.En dicho proceso, participaron cinco empresas, de las cuales solo cuatro presentaron propuestas comerciales. El contrato, valorado en $1,500 millones, tiene una duración de 15 años y puede ser renovado si ambas partes están de acuerdo.
LUMA Energy asumió oficialmente la operación de la red eléctrica de Puerto Rico el 1 de junio de 2021.Está encargada de gestionar la infraestructura de distribución y transmisión, aunque no es propietaria de la misma, ni tampoco del sector de generación de energía.[7] La transición se llevó a cabo como parte de un acuerdo de Asociación Público-Privada con el objetivo de superar la bancarrota de la AEE.
LUMA lanzó una nueva plataforma en línea, pero esta presentó fallas en el servicio. La empresa atribuyó los problemas a un tráfico excesivo y posteriormente informó de un presunto ataque DDoS que habría generado hasta 2 millones de visitas por segundo. En junio de 2021, el incidente aún estaba bajo investigación.
Tras la llegada de LUMA, Puerto Rico experimentó apagones generalizados, lo que llevó a múltiples alcaldes a declarar emergencias. LUMA señaló que los apagones se debían a daños preexistentes en la red, condiciones climáticas y posible sabotaje. Se reportó que, en junio de 2021, hasta 1 millón de clientes se vieron afectados por interrupciones en el servicio eléctrico, incluyendo 40,000 personas que perdieron el servicio de agua potable tras el incendio en Monacillos.Por su parte, la Asociación de Hospitales advirtió el 17 de junio de 2021 que la crisis de apagones ponía en riesgo la vida de los pacientes y que debía resolverse de inmediato, sin importar la causa.
El miércoles 16 de junio de 2021, un apagón masivo dejó sin electricidad a más de 337,000 clientes luego de que tres unidades salieran de servicio inesperadamente.Hasta el 17 de junio de 2021, se desconocían las causas de la falla.Horas antes del incidente, LUMA Energy había anunciado cortes selectivos para mantenimiento y debido a la insuficiente capacidad de generación, pero indicó que este apagón repentino no estaba relacionado ni había sido intencional.
El lunes 21 de junio de 2021, un problema con la unidad #5 de la Central de San Juan provocó una falla en un relé de energía, dejando sin servicio eléctrico a 45,349 clientes, en su mayoría en la zona de Ponce.
La crisis de apagones llevó al cierre de uno de los principales centros comerciales de la isla, Plaza del Caribe en Ponce, el 22 de junio de 2021, debido a un apagón.

### 2022-2025
El 1 de junio de 2022, LUMA Energy completó su primer año de operaciones en Puerto Rico, reportando cambios en el servicio al cliente, la confiabilidad del sistema y avances en proyectos financiados por FEMA.En noviembre de 2023, la empresa organizó en San Juan la conferencia de la IEEE Power and Energy Society, siendo la primera vez que el evento se llevó a cabo en Puerto Rico.
En febrero de 2025, LUMA anunció planes para agregar cerca de 1 GW de energía renovable y más de 700 MW de almacenamiento, atrayendo $4,000 millones en inversión privada.Ese mismo mes, la empresa alcanzó un acuerdo con Linxon US LLC y AtkinsRéalis Caribe para construir nueve puntos de interconexión energética, lo que añadirá 990 MW de energía limpia y 700 MW de almacenamiento a la red eléctrica.
A pesar de estos avances, LUMA sigue enfrentando desafíos, incluyendo problemas con el suministro energético.
En 2022, un alto funcionario de LUMA testificó ante una audiencia de supervisión de la Cámara de Representantes de EE.UU. que investigaba el desarrollo de la red eléctrica de Puerto Rico y su reconstrucción tras desastres naturales. En medio de críticas de algunos funcionarios en Puerto Rico, como el “zar de la energía” Josué Colón Ortiz, el representante de LUMA afirmó que desde que la empresa asumió la operación en 2021, ha trabajado para mejorar la confiabilidad y resiliencia de la red, a pesar de haber heredado un sistema debilitado por años de abandono. Durante su testimonio, destacó la respuesta de LUMA al huracán Fiona, señalando que el 90% de los clientes recuperaron el servicio eléctrico en un plazo de 12 días. Atribuyó la rápida recuperación al centro de operaciones de emergencia de la empresa, la movilización de 1,300 trabajadores de campo y un inventario de materiales valorado en $130 millones.
En cuanto a las tarifas eléctricas, Bahramirad afirmó que LUMA nunca ha propuesto un aumento en la tarifa base de transmisión y distribución, y atribuyó los aumentos previos en las facturas al alza en los costos del combustible, los cuales son manejados por la AEE. También detalló los esfuerzos de LUMA para reducir apagones mediante la gestión de la vegetación, mejoras en el servicio al cliente y tiempos de respuesta más rápidos.
LUMA ha avanzado en más de 250 proyectos de infraestructura financiados por FEMA, con una inversión federal que supera los $6,000 millones, de los cuales 23 proyectos ya están en construcción. Además, la empresa colabora con FEMA y otras agencias para fortalecer la generación de energía en la isla.

## Incendio de Monacillos
El 10 de junio de 2021, un incendio en la subestación de Monacillos, en Río Piedras, provocó apagones generalizados en toda Puerto Rico.LUMA Energy, que había asumido el control del sistema de transmisión y distribución eléctrica de la isla diez días antes, informó que un transformador se incendió, activando los sistemas de protección.El incidente dejó inicialmente entre 700,000 y 800,000 clientes sin electricidad.
Las autoridades estatales y federales iniciaron investigaciones para determinar la causa del incendio, y los primeros informes apuntaron a una pieza defectuosa como posible origen.Posteriormente, la Policía y el Cuerpo de Bomberos de Puerto Rico descartaron un acto intencional, señalando la falta de mantenimiento como una posible causa.
El incendio ocurrió en un momento de altas expectativas y de intenso escrutinio público sobre LUMA Energy.Aunque la empresa afirmó estar trabajando en la situación, el apagón generó críticas sobre su preparación y capacidad de respuesta.Al mismo tiempo, funcionarios de LUMA señalaron la fragilidad de la infraestructura heredada.Antes del incendio, las plataformas digitales de LUMA sufrieron un ciberataque, lo que pudo haber afectado la capacidad de los clientes para acceder a su información de cuenta.

## Reacción negativa, controversia y protestas

### Contrato gubernamental
El contrato de LUMA Energy con Puerto Rico generó controversia debido a la falta de transparencia y la ausencia de participación pública en el proceso.El acuerdo otorga a LUMA control sobre servicios públicos clave,[2][28] permite la disolución del contrato con un aviso de 120 días,e incluye amplias cláusulas de terminación en casos de desastres, guerra, sabotaje y disturbios civiles.
LUMA Energy intentó obtener inmunidad frente a responsabilidades legales, incluyendo casos de negligencia o daño intencional, pero su solicitud fue denegada.En su lugar, la NEPR mantuvo una cláusula de responsabilidad similar a la de la AEE.La OIPC argumentó que LUMA debería utilizar seguros para cubrir los costos, mientras que el presidente de LUMA sostuvo que la solicitud tenía como objetivo proteger a los clientes.
La controversia también se extiende a la propia empresa. LUMA es un consorcio nuevo que solo se registró formalmente en Puerto Rico en enero de 2020, aproximadamente cinco meses antes de la firma del contrato.Sin embargo, Stensby afirmó que la empresa cuenta con experiencia y que ATCO y Quanta ya habían trabajado juntas en la operación de la red eléctrica en Alberta, Canadá.
En octubre de 2024, la Comisión Especial del Colegio de Abogados de Puerto Rico concluyó que el contrato, en sus dos acuerdos, violaba principios legales fundamentales y además había contribuido al deterioro de la situación energética de la isla. La Comisión Especial del Colegio de Abogados de Puerto Rico recomendó iniciar un litigio de nulidad o proceder con una resolución conforme a los términos contractuales.

### Acusaciones de sabotaje
LUMA Energy reportó incidentes de sabotaje, vandalismo,y un ataque DDoS que afectó sus servicios.Un incendio en una subestación fue captado en video y se sospechó que pudo haber sido un acto de sabotaje. El representante Jorge Navarro solicitó una investigación al respecto.
El 15 de junio de 2021, LUMA advirtió sobre estafadores que se hacían pasar por empleados de la empresa para cobrar pagos de manera fraudulenta.

### Reacción pública
Tras la toma de control de LUMA Energy, estallaron protestas en toda Puerto Rico, involucrando a antiguos empleados, UTIER, grupos aliados y al público en general.Los manifestantes a veces bloqueaban las instalaciones de LUMA,lo que llevó a la empresa a demandar a UTIER y a otros el 2 de junio de 2021, buscando prevenir la intimidación y las interrupciones.Una orden judicial del 4 de junio prohibió temporalmente a UTIER bloquear las instalaciones, pero ratificó los derechos a la libertad de expresión.El caso fue desestimado el 18 de junio debido a la falta de pruebas suficientes.Las protestas continuaron en los sitios de LUMA, con empleados siendo físicamente bloqueados por manifestantes en varias ciudades.
Desde la toma de control de LUMA el 1 de junio de 2021, los clientes reportaron sobrecargas de electricidad que dañaron electrodomésticos.Las irregularidades de voltaje causaron incendios en dos viviendas en San Sebastián, lo que llevó a evacuaciones y reparaciones.La privatización podría aumentar los costos,a pesar de las tarifas ya elevadas.El aumento de los costos es especialmente preocupante dado el declive de la economía de Puerto Rico y las altas tasas de pobreza.
Hasta mayo de 2023, el costo de la electricidad en Puerto Rico era de $0.2653 por kWh, incluyendo las tarifas base y los cargos por combustible. El aumento de los costos de la electricidad también podría impactar los precios del agua, ya que la AEE suministra agua gratuita a la PRASA, pero existen preocupaciones de que LUMA podría introducir cargos. La Junta de Energía de Puerto Rico (NEPR) aprobó varios aumentos de tarifas en 2021, incluido un aumento del 7.6% de julio a septiembre y un aumento del 3% de octubre a diciembre. Otro aumento en diciembre de 2021 elevó las tarifas en un 16.8% para principios de 2022.
En noviembre de 2024, el Tribunal de Apelaciones de Puerto Rico falló en contra de LUMA Energy, ratificando el sistema de medición del desempeño de la NEPR, que LUMA afirmaba violaba su derecho a bonificaciones.Los manifestantes cuestionaron si LUMA modernizaría la red, pero su presidente, Wayne Stensby, declaró planes para incorporar energía renovable, aunque solo el 2.5% de la electricidad de Puerto Rico provenía de fuentes renovables hasta 2020.
LUMA enfrentó críticas por la falta de personal adecuado y los largos tiempos de espera en el servicio. Los clientes reportaron tiempos de espera telefónica de hasta tres horas,plataformas web caídas,y restauración de energía lenta—promediando 333 minutos bajo LUMA, frente a 155 minutos bajo la AEE. Debido a los malos servicios, varios municipios declararon emergencias en junio de 2021, contratando a empresas privadas para las reparaciones. Algunos alcaldes también ofrecieron ayuda para la pérdida de alimentos y medicinas.
Los legisladores exigieron mejoras. El representante Luis Raúl Torres pidió un plazo de 30 días para que LUMA solucionara las deficiencias o enfrentara la terminación del contrato. LUMA, con 2,200 empleados en lugar de los 3,800 necesarios, se comprometió a mejorar el servicio.También surgieron quejas por las facturas estimadas, lo que llevó a LUMA a solicitar fotos de los medidores enviadas por los clientes y a planear mejoras para lecturas remotas.LUMA también se propuso reducir los tiempos de espera telefónica a menos de cinco minutos para agosto de 2021 mediante la expansión del personal.

#### Clima severo
Otra preocupación común entre los manifestantes es la preparación de LUMA ante condiciones climáticas severas. Puerto Rico es una isla tropical en el Caribe, lo que la hace vulnerable a tormentas tropicales y huracanes. Tras el paso del huracán María en 2017, que provocó apagones de hasta un año de duracióny debilitó gravemente la red eléctrica,los manifestantes temen que la toma de control por parte de LUMA haya ocurrido en un momento inoportuno (en junio, al inicio de la temporada de huracanes) y que tanto la red eléctrica como sus trabajadores no estén preparados para enfrentar un evento de esa magnitud.
Esta preocupación también impulsa el llamado a una mayor inversión en energía renovable y un modelo de red distribuida, el cual ha sido considerado incompatible con la privatización del sistema eléctrico.

#### Derechos de los trabajadores
Los trabajadores de la AEE protestaron contra la toma de control de LUMA debido a preocupaciones sobre sus derechos laborales. Una de sus principales inquietudes era la seguridad laboral, ya que el contrato con LUMA les obligaba a volver a solicitar sus empleos bajo la nueva empresa.Los trabajadores temían ser reasignados a otras agencias y que la empresa favoreciera la contratación de empleados nuevos e inexpertos provenientes de compañías en Estados Unidos, Canadá y Puerto Rico. Además, este cambio ocurría en un momento crítico, ya que junio marca el inicio de la temporada de huracanes en el Atlántico.
La UTIER, un sindicato local, afirmó que el contrato posiblemente violaba las leyes laborales de Puerto Rico.Los empleados que no fueron contratados por LUMA pasaron a ser empleados públicos en otras agencias,lo que generó preocupación debido a la incertidumbre sobre la disponibilidad de fondos para sus salarios.Asimismo, los trabajadores manifestaron inquietudes sobre sus fondos de jubilación.
El 14 de junio de 2021, LUMA Energy confirmó mediante un comunicado de prensa que UITICE (Unión Insular de Trabajadores Industriales y Construcciones Eléctricas) sería el único sindicato que representaría a los trabajadores eléctricos de LUMA.El presidente de UTIER, Ángel Figueroa Jaramillo, criticó esta decisión, afirmando que el proceso no fue democrático, ya que no se realizaron elecciones y la elección quedó exclusivamente en manos de LUMA Energy. Además, denunció que la medida representaba “una clara conspiración entre LUMA Energy y el presidente de UITICE, Héctor Reyes, en contra de la protección de los derechos laborales”.
Figueroa Jaramillo expresó su preocupación sobre si UITICE podría fiscalizar adecuadamente a LUMA Energy y defender los derechos de los trabajadores, dado un posible conflicto de intereses con la empresa.También aseguró a los empleados que UTIER “sigue viva y creará una organización para agrupar a los exempleados de la AEE que han sido reasignados a otras agencias”, y que planean continuar su lucha contra el contrato de LUMA, que “aumentaría las tarifas de energía sin mejorar la red eléctrica, como se ha demostrado”.